# Yasmin Warsame
Yasmin Warsame (ياسمين ابشير ارسام) (Mogadiscio, 17 maggio 1976) è una modella somala naturalizzata canadese.

## Carriera
Nata a Mogadiscio, ma cresciuta a Toronto, dove la sua famiglia si trasferì quando lei aveva 15 anni, la Warsame comincia a lavorare come modella, facendosi fotografare per i cataloghi Sears del 2000, in avanzato stato di gravidanza e sempre in quel periodo viene considerata come volto promettente per l'alta moda. Nel 2002 si trasferisce a Parigi per intraprendere a tempo pieno la carriera di modella e nella capitale francese finalmente ottiene la popolarità debuttando sulle passerelle di Balmain, Emanuel Ungaro e Valentino. Nello stesso anno appare sulla copertina dell'edizione italiana di Vogue fotografata da Steven Meisel.
Nel 2003 firma un contratto con l'agenzia di modelle Next e cresce il suo status di top model internazionale.
In seguito la Warsame appare anche sulla copertina di Vogue America, Elle, Amica, Surface, Flair, French e altre riviste. 
Dal 2002 al 2009 sfila tra New York, Parigi e Milano per le più importanti case di moda, tra le quali: Christian Dior, Jean Paul Gaultier, Versace, Ralph Lauren, Oscar de la Renta, Valentino, Céline, Balenciaga, Alexander McQueen, Chanel, Carolina Herrera, Yves Saint Laurent, Bill Blass, John Galliano, Viktor & Rolf, Karl Lagerfeld, Dsquared², Elie Saab, Kenzo, Gucci, Hermès, Dolce & Gabbana, Bottega Veneta, Dries Van Noten, Zac Posen, Fendi, Gianfranco Ferré, Trussardi, Giorgio Armani, Lanvin, Moschino, Emilio Pucci, Sonia Rykiel, Yohji Yamamoto e molte altre.Foto di Yasmin Warsame tratte dalle sfilate di moda
È stata anche la protagonista delle campagne pubblicitarie internazionali di Valentino, Chanel, Dolce & Gabbana, Escada, Banana Republic, Hermès, Shiseido, Jean-Baptiste Mondino, GAP, H&M, Revlon, Neiman Marcus e altre.
Nel 2005 lascia l'agenzia Next e firma un contratto con la IMG Models.
Nel 2007, è stata scelta nel ruolo di giudice per l'edizione canadese del reality show America's Next Top Model.
Continua inoltre ad essere una delle top model di colore più richieste sulle passerelle internazionali.

## Agenzie
- NEXT Model Management - Parigi
- SMG - Seattle Models Guild
- Why Not Model Agency
- Anka Models
- View Management - Spagna
- IMG Models - New York
- NEXT Model Management - Montréal
- NEXT Model Management - Toronto